# Ujazd (gromada w powiecie opatowskim)
Ujazd – dawna gromada, czyli najmniejsza jednostka podziału terytorialnego Polskiej Rzeczypospolitej Ludowej w latach 1954–1972.
Gromady, z gromadzkimi radami narodowymi (GRN) jako organami władzy najniższego stopnia na wsi, funkcjonowały od reformy reorganizującej administrację wiejską przeprowadzonej jesienią 1954 do momentu ich zniesienia z dniem 1 stycznia 1973, tym samym wypierając organizację gminną w latach 1954–1972.
Gromadę Ujazd z siedzibą GRN w Ujeździe utworzono – jako jedną z 8759 gromad na obszarze Polski – w powiecie opatowskim w woj. kieleckim, na mocy uchwały nr 13f/54 WRN w Kielcach z dnia 29 września 1954. W skład jednostki weszły obszary dotychczasowych gromad Radwan i Ujazd, a także, osada młyńska Brzeziny, osada młyńska Chrusty i wieś Kopiec z dotychczasowej gromady Boduszów, ze zniesionej gminy Iwaniska w powiecie opatowskim; ponadto obszar dotychczasowej gromady Kujawy ze zniesionej gminy Jurkowice w powiecie sandomierskim. Dla gromady ustalono 16 członków gromadzkiej rady narodowej.
31 grudnia 1959 z gromady Ujazd wyłączono wieś Kujawy, kolonię Kujawy i parcelację Albinów włączając je do gromady Garbowiec, po czym gromadę Ujazd zniesiono, włączając jej (pozostały) obszar do gromady Iwaniska (wsie Kopiec, Radwan, Ujazd, Haliszka i Toporów, kolonie Niwa Kopieczna, Radwanówek, Oporówek, Jakubówka, Dąbrowa, Oporów A, Oporów B i Płaszczyzna, osady młyńskie Kopiec, Chrusty i Kabza oraz parcelację Ujazd).